# Björn Phau
Björn Phau (* 4. Oktober 1979 in Darmstadt) ist ein ehemaliger deutscher Tennisspieler.

## Karriere
Phau, dessen Vater aus Indonesien stammt, war seit 1999 Profi. Sein erfolgreichstes Jahr war die Saison 2006, als er bis Position 59 der Weltrangliste aufstieg. In Tokio erreichte er 2005 auf der International Series Gold erstmals ein Halbfinale. 2005 und 2006 kam er jeweils in die zweite Runde der Australian Open. 2006 stand er im Halbfinale von Casablanca.
Sein größter Erfolg bei einem Grand-Slam-Turnier war das Erreichen des Viertelfinales bei den French Open 2006 in der Doppelkonkurrenz, als er mit Alexander Peya dem tschechischen Doppel Lukáš Dlouhý und Pavel Vízner mit 6:7 und 6:7 unterlag. Mit Peya stand er zudem in seinem einzigen ATP-Finale: 2006 in München verloren er und Peya in der Doppelkonkurrenz gegen Andrei Pavel und Alexander Waske mit 4:6 und 2:6.
Des Weiteren war er die Nummer drei des deutschen Mannschaftsmeisters TK Grün-Weiss Mannheim in den Jahren 2005 und 2007.
Bei den US Open 2008 qualifizierte sich Phau für das Hauptfeld, musste sich allerdings schon in der ersten Runde dem Weltranglisten-Ersten Rafael Nadal mit 6:7, 3:6 und 6:7 geschlagen geben. Beim ATP-Turnier in Tokio erreichte er mit Siegen gegen Sam Querrey und Fernando González zum dritten Mal ein Halbfinale auf der ATP World Tour und unterlag dort dem topgesetzten Andy Roddick mit 2:6, 7:6 und 2:6.
Im April 2009 gelangte er in das Halbfinale beim ATP-Turnier in Houston, wo er Wayne Odesnik mit 4:6 und 3:6 unterlag. Auf dem Weg dorthin besiegte er in der ersten Runde den in der Weltrangliste auf Position 28 geführten Mardy Fish mit 6:3, 5:7 und 6:3 sowie im Viertelfinale im deutschen Duell Tommy Haas mit 6:3, 3:6 und 6:3.
Im September 2010 erreichte er das Viertelfinale in Bukarest, wo er an Juan Ignacio Chela scheiterte.
2011 begann mit einem Viertelfinale in Chennai, das er gegen Xavier Malisse verlor. Bei den Grand Slams in Melbourne und Paris schied er jeweils in der ersten Runde aus. Direkt nach den French Open gewann er das Challenger-Turnier in Marburg.
2012 gewann er mit den Turnieren in Heilbronn und Bergamo seinen sechsten bzw. siebten Titel auf der Challenger Tour. Im Doppel gewann er insgesamt neun Titel.
Sein erstes Halbfinale auf der ATP Tour seit 2009 erreichte er 2014 beim Turnier in Zagreb. Über die Qualifikation kam er ins Hauptfeld. In dessen Verlauf schlug er den Weltranglisten-15. Michail Juschny sowie die Nr. 78 der Welt, Dudi Sela. Im Halbfinale unterlag Phau dem späteren Turniersieger Marin Čilić. In der Weltrangliste verbesserte er sich um 135 Plätze auf Platz 223.
Im Oktober 2014 beendete er seine Karriere aufgrund einer anhaltenden Knieverletzung.

## Erfolge
| Legende (Anzahl der Siege)                       |
| Grand Slam                                       |
| ATP World Tour Finals                            |
| ATP World Tour Masters 1000                      |
| ATP International Series Gold ATP World Tour 500 |
| ATP International Series ATP World Tour 250      |
| ATP Challenger Tour (16)                         |

### Einzel

#### Turniersiege
| Nr. | Datum            | Turnier     | Belag         | Finalgegner          | Ergebnis       |
| --- | ---------------- | ----------- | ------------- | -------------------- | -------------- |
| 1.  | 19. August 2001  | Bronx       | Hartplatz     | Andy Ram             | 6:2, 6:4       |
| 2.  | 6. November 2005 | Chuncheon   | Hartplatz     | Simon Greul          | 6:1, 6:2       |
| 3.  | 16. Mai 2010     | Biella      | Sand          | Simone Bolelli       | 6:4, 6:2       |
| 4.  | 30. Mai 2010     | Alessandria | Sand          | Carlos Berlocq       | 7:66, 2:6, 6:2 |
| 5.  | 26. Juni 2011    | Marburg     | Sand          | Jan Hájek            | 6:4, 2:6, 6:3  |
| 6.  | 29. Januar 2012  | Heilbronn   | Hartplatz (i) | Ruben Bemelmans      | 6:74, 6:3, 6:4 |
| 7.  | 19. Februar 2012 | Bergamo     | Hartplatz (i) | Alexander Kudrjawzew | 6:4, 6:4       |

### Doppel

#### Turniersiege
| Nr. | Datum              | Turnier   | Belag         | Partner            | Finalgegner                           | Ergebnis          |
| --- | ------------------ | --------- | ------------- | ------------------ | ------------------------------------- | ----------------- |
| 1.  | 11. September 2004 | Istanbul  | Hartplatz     | George Bastl       | Daniele Bracciali Fred Hemmes         | 6:1, 6:2          |
| 2.  | 29. Oktober 2005   | Seoul (1) | Hartplatz     | Alexander Peya     | Rik De Voest Łukasz Kubot             | 0:6, 6:4, [10:7]  |
| 3.  | 4. November 2006   | Seoul (2) | Hartplatz     | Alexander Peya     | Florin Mergea Danai Udomchoke         | 6:4, 6:2          |
| 4.  | 11. November 2006  | Chuncheon | Hartplatz     | Alexander Peya     | Sanchai Ratiwatana Sonchat Ratiwatana | 6:73, 6:3, [10:6] |
| 5.  | 13. Oktober 2007   | Rennes    | Teppich (i)   | Philipp Petzschner | Filip Polášek Igor Zelenay            | 6:2, 6:2          |
| 6.  | 2. Februar 2008    | Dallas    | Hartplatz (i) | Benedikt Dorsch    | Scott Lipsky David Martin             | 6:4, 6:4          |
| 7.  | 21. Juni 2008      | Recanati  | Hartplatz     | Benedikt Dorsch    | Yu Xinyuan Zeng Shaoxuan              | 6:3, 7:5          |
| 8.  | 25. Juni 2011      | Marburg   | Sand          | Martin Emmrich     | Federico Delbonis Horacio Zeballos    | 7:63, 6:2         |
| 9.  | 30. Juli 2011      | Dortmund  | Sand          | Dominik Meffert    | Teimuras Gabaschwili Andrei Kusnezow  | 6:4, 6:3          |

#### Finalteilnahmen
| Nr. | Datum       | Turnier | Belag | Partner        | Finalgegner                  | Ergebnis |
| --- | ----------- | ------- | ----- | -------------- | ---------------------------- | -------- |
| 1.  | 7. Mai 2006 | München | Sand  | Alexander Peya | Andrei Pavel Alexander Waske | 4:6, 2:6 |